# 2020 en chimie
Cet article présente les faits marquants de l'année 2020 en chimie.

## Évènements
- 52ème Olympiades Internationales de Chimie, organisées à Istanbul en Turquie du 6 juillet au 15 juillet[1].

## Prix
- Prix Nobel de chimie : Emmanuelle Charpentier et Jennifer Doudna pour avoir mis au point la technique d'édition génomique CRISPR-Cas9[2],[3].
- Prix Procter & Gamble : Molly Stevens[4]
- Médaille Garvan-Olin : Caroline Chick Jarrold[5]
- Prix Ernest-Guenther : Tadeusz F. Molinski[6]
- ACS Award in Pure Chemistry : Corinna S. Schindler[7]
- Arthur C. Cope Award : Dennis A. Dougherty[8]
- Prix Irving-Langmuir : Veronica Vaida[9]
- Médaille Priestley : JoAnne Stubbe[10],[11]
- Médaille Davy : Ben G. Davis Pour avoir inventé des méthodes chimiques puissantes qui manipulent directement des molécules biologiques complexes, permettant l'élucidation et le contrôle de la fonction et du mécanisme biologiques in vitro et in vivo, au-delà des limites de la génétique[12].
- Grand prix Félix-Trombe : Yves Peretié[13]

- Grand prix Pierre-Süe : Azzedine Bousseksou[14]
- Grand prix Achille-Le-Bel : Éva Jakab Tóth[15]
- Faraday Lectureship : Richard Catlow[16]

## Décès
- 8 janvier : George W. Flynn (né en 1938), physicien chimiste américain.
- 18 mars[17] : Sérgio Trindade (né en 1940), ingénieur chimiste et chercheur brésilien.
- 26 mars[18] : Rolf Huisgen (né en 1920), chimiste allemand.
- 7 octobre[19],[20] : Mario J. Molina (né en 1943), chimiste mexicain.